# Emirato de Tremecén
El Emirato Ifránida de Tremecén o Reino Ifránida de Tremecén, era un estado jariyita, fundado por los bereberes de los Beni Ifren en el siglo VIII, con su capital en Tremecén en la actual Argelia.

## Trasfondo
Después de la conquista musulmana del Magreb, hubo una serie de revueltas bereberes contra el califato omeya. Estas revueltas de mediados del siglo VIII estuvieron asociadas a las enseñanzas jariyitas, que conquistaron a buena parte del Magreb con su puritanismo y su mensaje igualitario. Como resultado de uno de estos, la dinastía Rostomita fundó un reino en Tiaret.

## Fundación del emirato
Casi al mismo tiempo, estalló una revuelta de la tribu zenata de los Beni Ifren. Los rebeldes proclamaron a su líder Abu Qurra como califa, y él estableció un estado sufrí en Tremecén. Aunque a veces se atribuye la fundación de esta ciudad a los ifránidas, el lugar ya había sido ocupado por la ciudad romana de Pomaria. Poco se sabe de los asuntos internos del nuevo estado, pero tuvo una importancia militar considerable.

## Expansión
Entre 767 y 776 Abu Qurra comenzó a dirigir expediciones contra los abasíes y se convirtió en su principal enemigo. Abu Qurra persiguió al gobernador abasí después de llegar a Tobna, Omar ibn Hafç-Hazarmard, que se había escondido en Kairouan, que luego Abu Qurra sitió y sometió después de derrotar al ejército abasí. De vuelta en Tremecén, se alió con los magrava y tuvo que enfrentarse a los objetivos expansionistas de los idrísidas. Los abasíes enviaron un fuerte ejército bajo el mando del nuevo gobernador, Yazid ibn Hatim al-Muhallabi, quien desafió a los jarijitas en Ifriquía, pero el resto del Magreb escapó a su autoridad.
</ref>

## Legado
El reino no duró mucho: de acuerdo con las estrictas reglas de los sufritas, Abu Qurra no permitiría que sus descendientes fundaran una dinastía. Acogió a Idrís I, reconociendo su reino y rompiendo con los rostomitas. Idris negoció la rendición de Tremecén con los magrava. Uno de sus descendientes, Muhammed Sulayman, estableció el "reino de Sulaymanida" en la región, un estado que dominó las ciudades y duró hasta la época de los fatimíes en 931. Tremecén se convirtió en una ciudad distinguida, creciendo en conexión con la cultura árabe sunita de Al-Ándalus; en el campo, sin embargo, los ifránidas mantuvieron su fe heterodoxa. En 955 su líder Yala Ibn Mohamed se rebeló contra los fatimíes.